# Mauritiella aculeata
Mauritiella aculeata là loài thực vật có hoa thuộc họ Arecaceae. Loài này được (Kunth) Burret mô tả khoa học đầu tiên năm 1935.

## Hình ảnh

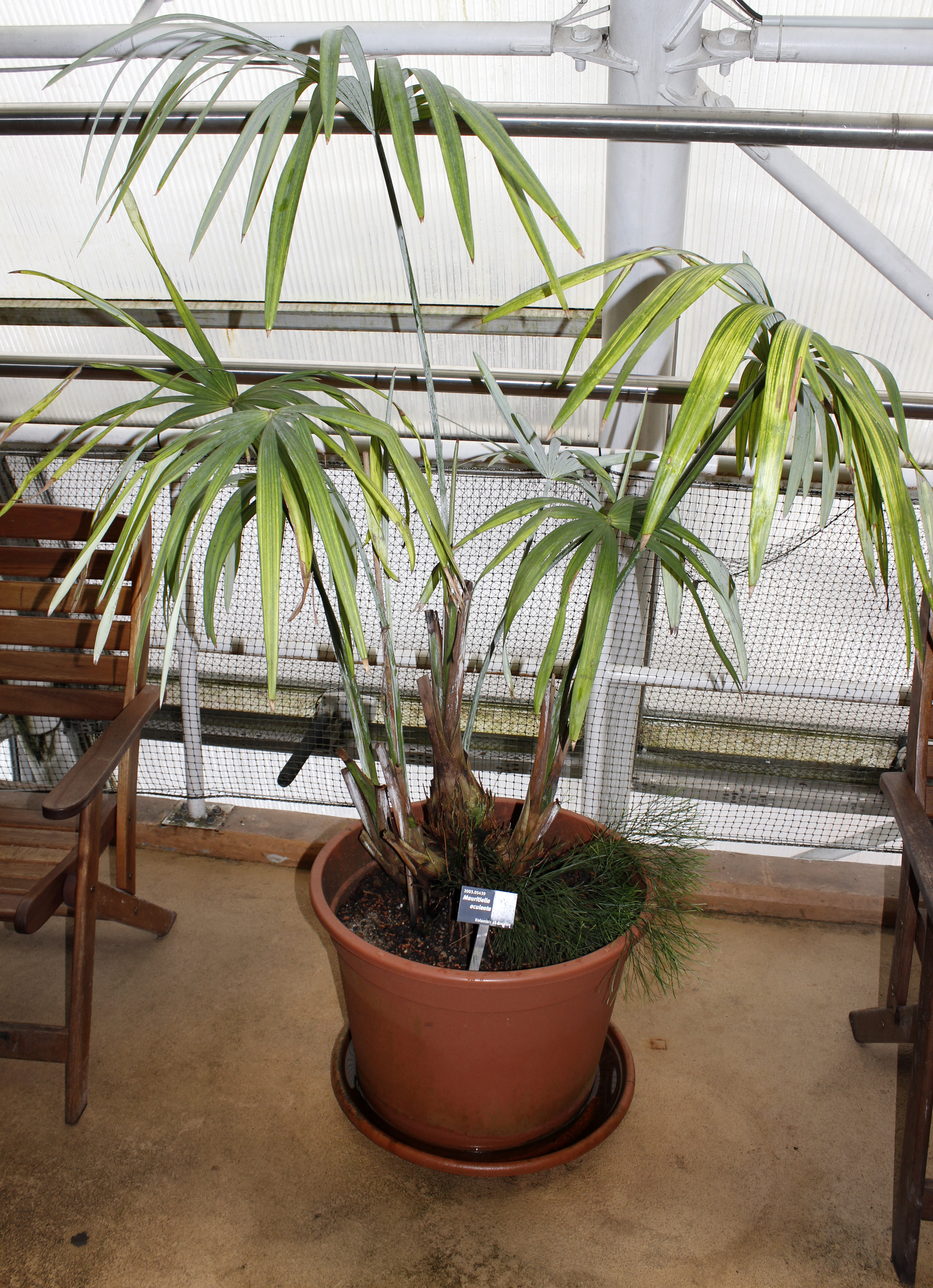